# Sisu SA-240
Der Sisu SA-240 ist ein 1984 eingeführter schwerer Gelände-Lkw mit Allradantrieb des finnischen Fahrzeugherstellers Oy Sisu-Auto Ab. Dieser Lkw wird nur beim finnischen Militär verwendet, hauptsächlich als Zugfahrzeug für schwere Kanonen. Die Antriebsformel ist 6×6, das zulässige Gesamtgewicht beträgt 22 Tonnen bei einem Leergewicht von 10 Tonnen.

## Planung
Der mittelschwere Gelände-Lkw Sisu SA-150 erwies sich als zu schwach, um die schwersten Kanonen der finnischen Streitkräfte zu ziehen. Daraufhin wurde ein neuer 6×6 Lkw als Lösung vorgeschlagen und man begann im Jahr 1983 mit der Entwicklung. Die ersten zwei Prototypen mit der Bezeichnung SA-180 wurden mit einem Valmet 611 Turbodieselmotor mit einer maximalen Leistung von 180 kW ausgerüstet. Das Getriebe stammt von ZF und ist mit einem Drehmomentwandler ausgestattet, was ein flexibles Fahren auf der Straße und im Gelände ermöglicht. Das System wurde auf einer Fahrt von Hämeenlinna nach Sodankylä getestet, bei der im gleichen Gang gefahren wurde.
Nach den Feldversuchen mit dem Valmet 611 Turbodieselmotor wurde dieser ersetzt durch einen Cummins-Turbodieselmotor LTA 10 330T/T4 mit 10 Liter Hubraum, und das Modell bekam die Bezeichnung SA-240. Das Fahrzeug bekam bald den Spitznamen Rasi, was so viel bedeutet wie Raskas Masi („schwerer Masi“).

## Produktion
Der zuerst produzierte SA-240 mit der Konfiguration Sisu SA240 CKH-6×6/4950+1440 (Radstand + Hinterradachsabstand in mm) wurde den finnischen Streitkräften im Mai 1984 übergeben. Das Fahrzeug ist mit einem extra langen Radstand versehen und mit einem abnehmbaren Anti-Schiffs-Raketen-System MTO 85 ausgestattet. Der erste für die Artillerie hergestellte SA-240 mit der Konfiguration Sisu SA 240 CKH-6×6/3740+1440 (Radstand + Hinterradachsabstand in mm) wurde am Ende des folgenden Jahres übergeben. Im Jahr 1987 wurde eine erste Serie von 13 Fahrzeugen produziert, die Serienfertigung begann im Jahr 1988. Der SA-240 wurde im Jahr 1990 durch den weiterentwickelten SA-241 ersetzt, aber dessen Produktion wurde bereits 1991 wieder eingestellt.

## Technische Daten

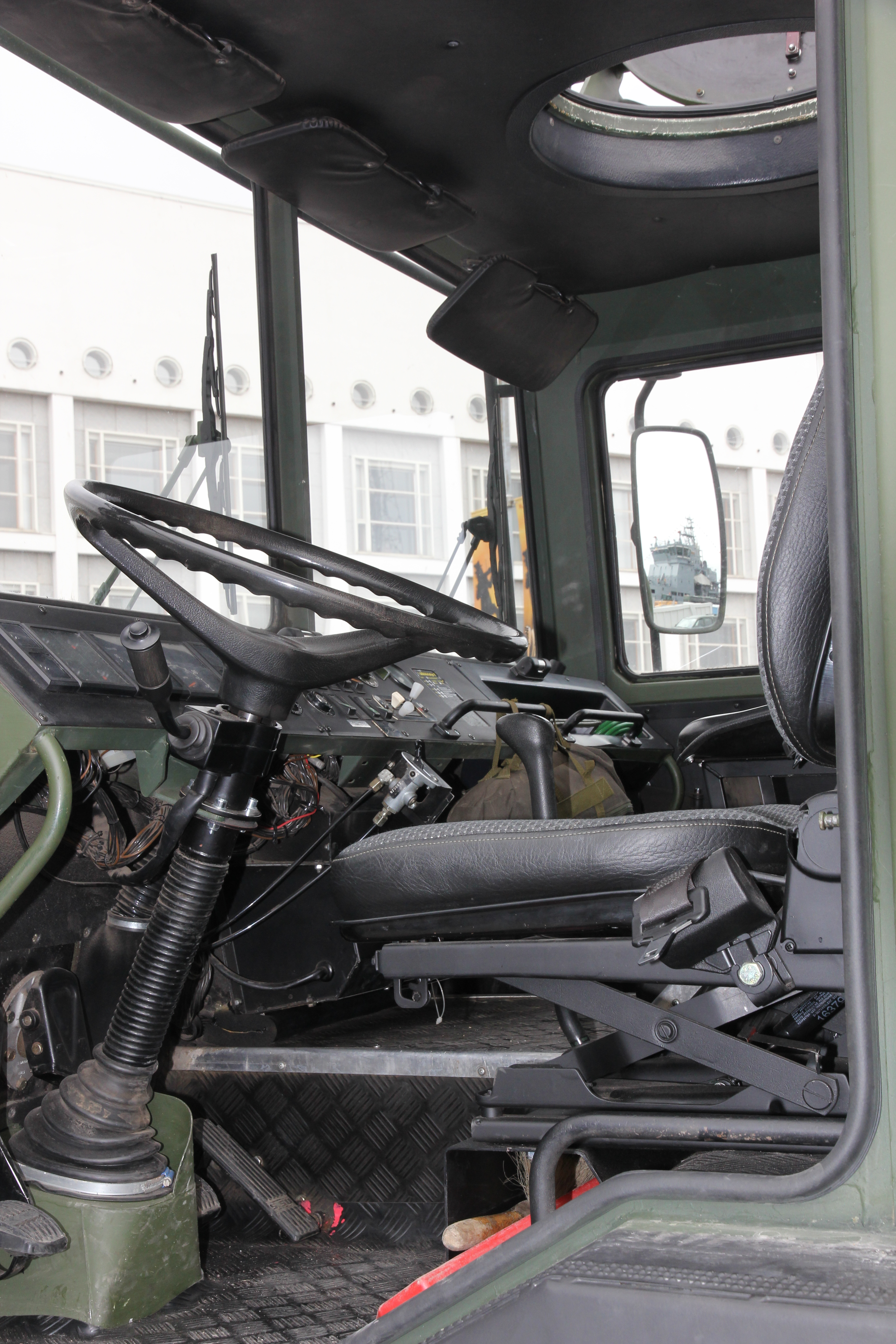
Innenansicht des SA-240

Der SA-240 basiert hauptsächlich auf dem leichteren zweiachsigen SA-150.

### Motor, Getriebe und Fahrwerk
Der Motor ist ein Cummins LTA 10 330T/T4 Turbodiesel mit einer Leistung von 246 kW. Das ZF 8F1R Getriebe ist mit einem integrierten Drehmomentwandler ausgerüstet. Alle drei Achsen sind angetrieben, das heißt die Antriebsformel ist 6×6. Der Radstand zwischen den Hinterachsen war damals der längste auf dem Markt, so dass die Verwendung von Schneeketten möglich ist. Der Rahmen ist flexibel und erlaubt Torsionsverdrehung.
Das Leergewicht der frühen Modelle beträgt 8.800 kg bei einer Nutzlast von 9.200 kg. Spätere Modelle haben ein Gewicht von 10.000 kg und eine Nutzlast von 12.000 kg.

### Kabine und Überbauten
Die Kabine ist über dem Motor montiert und hat Sitze für den Fahrer und zwei Passagiere. Es gibt eine starke Heizeinrichtung und eine Dachluke. Die Ladefläche kann 24 bis 30 Mann tragen und wird von einer Plane bedeckt, die von einem Stahlrahmen gestützt wird.

## Eigenschaften
Die Höchstgeschwindigkeit des SA-240 beträgt 97 km/h, die Reichweite ist 600 km. Die Geländegängigkeit ist durch einen flexiblen Rahmen und gute Gewichtsverteilung gegeben. Die maximale Steigung beträgt 60 % und in Querrichtung 40 %. Das Fahrzeug kann 60 cm hohe Stufen erklimmen und einen Meter breite Gräben überqueren. Die Wattiefe beträgt maximal einen Meter.

## Varianten
Die weitere Entwicklung des SA-240 zum SA-241 erfolgte in den Jahren 1990/91, dabei wurde eine um 100 mm breitere Ladefläche verwendet sowie kleine kosmetische Änderungen an der Kabine und dem Aufbau vorgenommen. Zudem wurde eine Halterung für ein schweres Maschinengewehr mit Kaliber 12,7 mm auf der Oberseite der Kabine angebracht.

## Verwendung
Der Hauptzweck der SA-240 ist das Ziehen von schweren Geschützen der finnischen Streitkräfte.

## Galerie

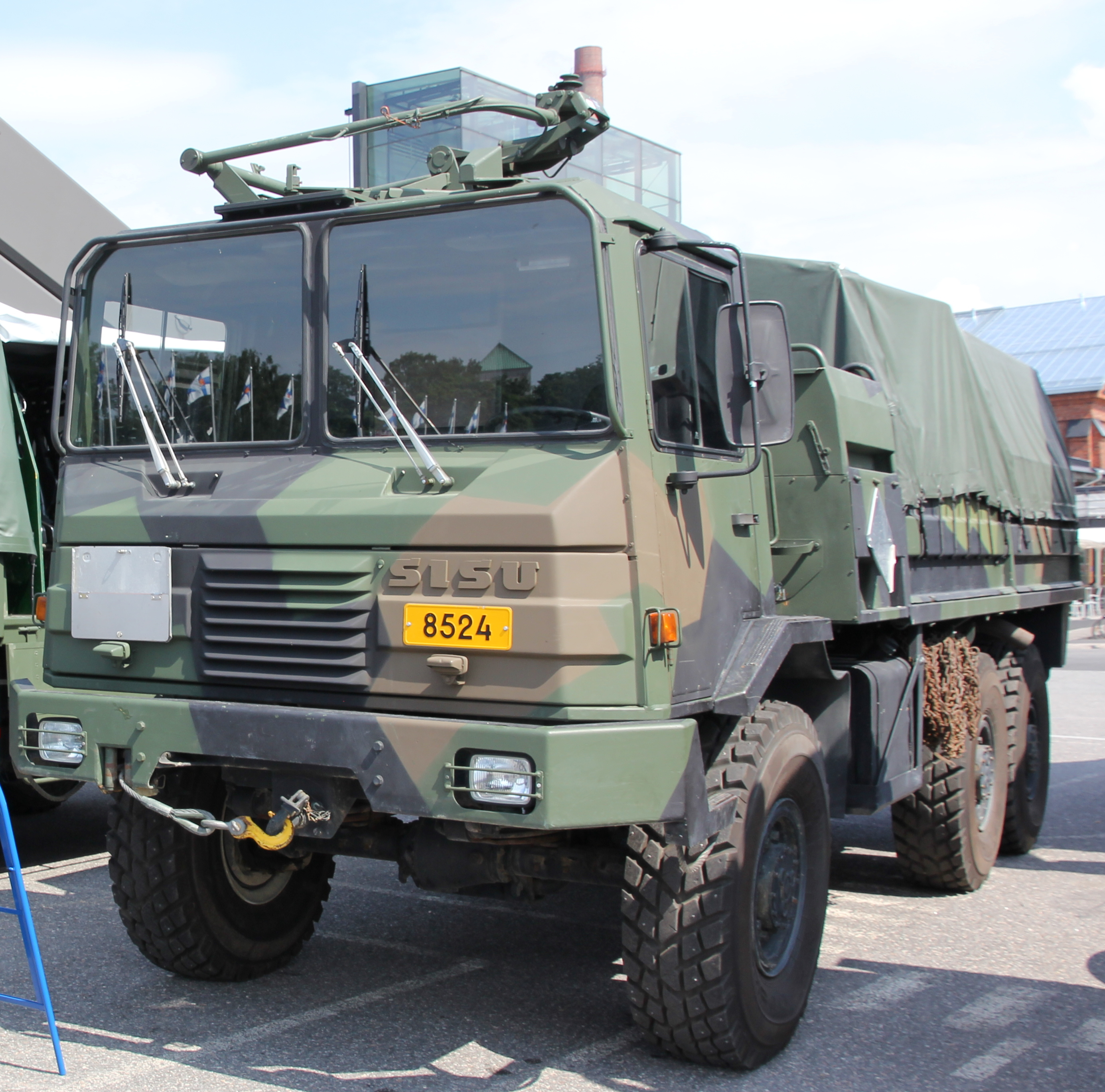
Frontansicht
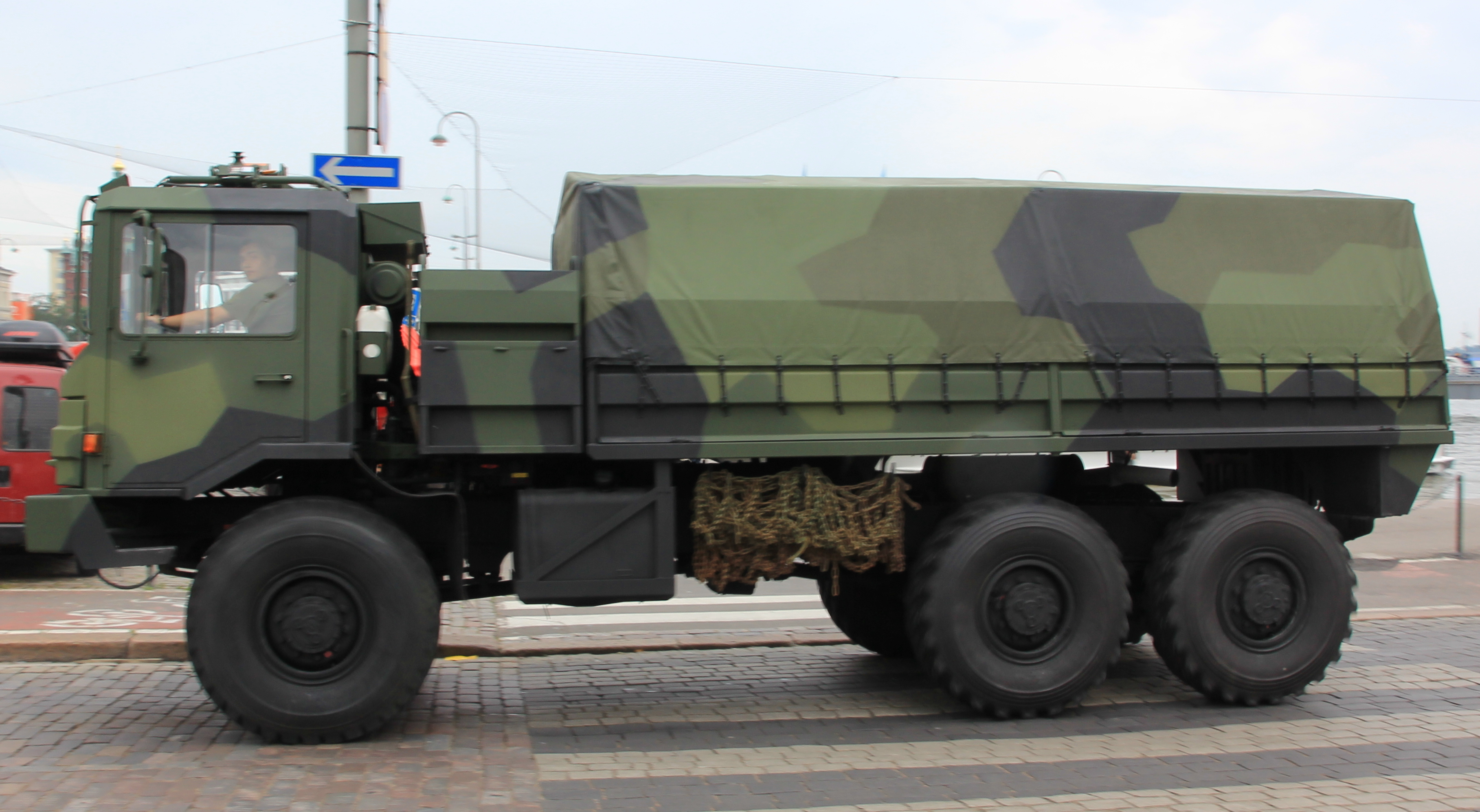
Seitenansicht
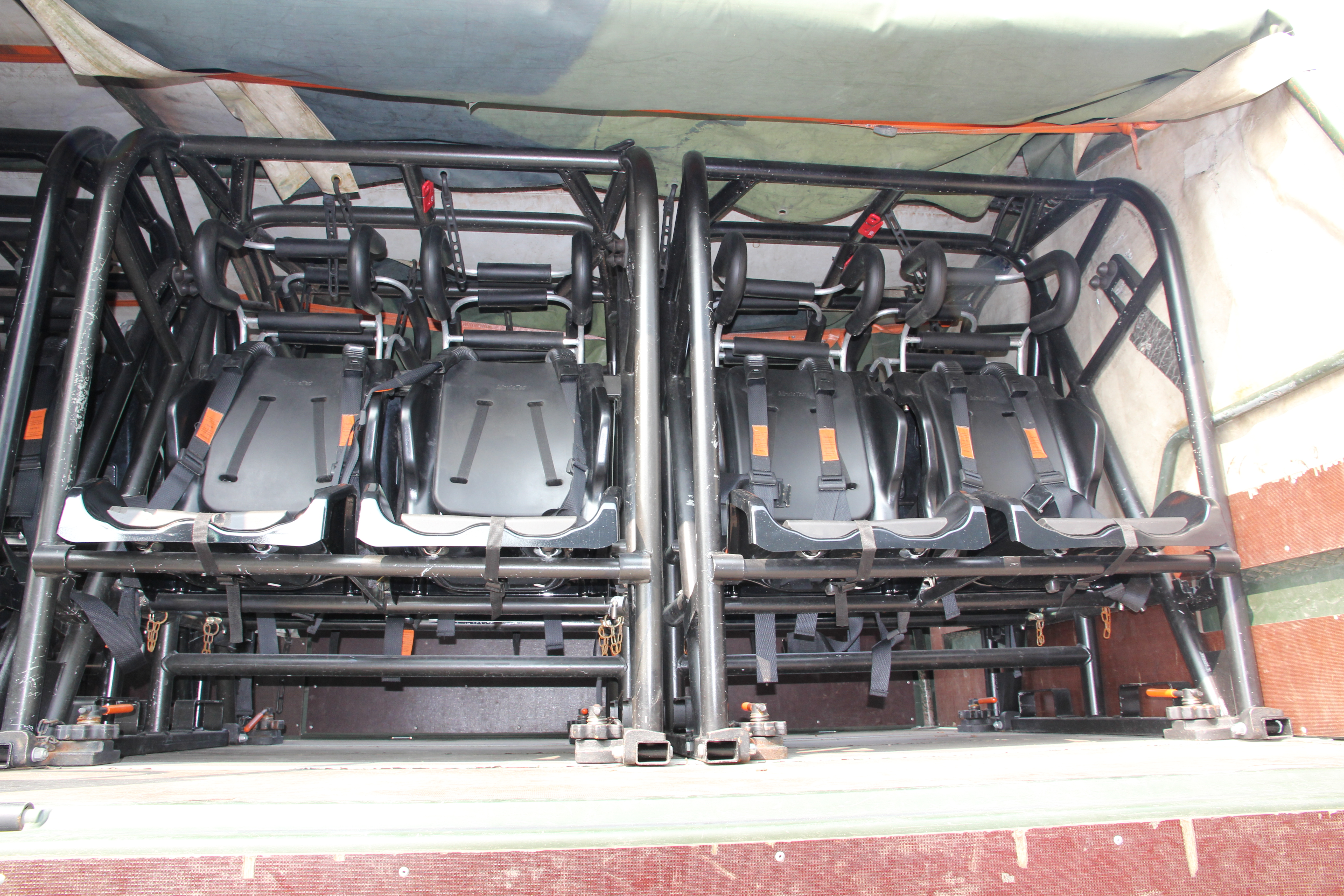
Ausgerüstet als Truppentransporter
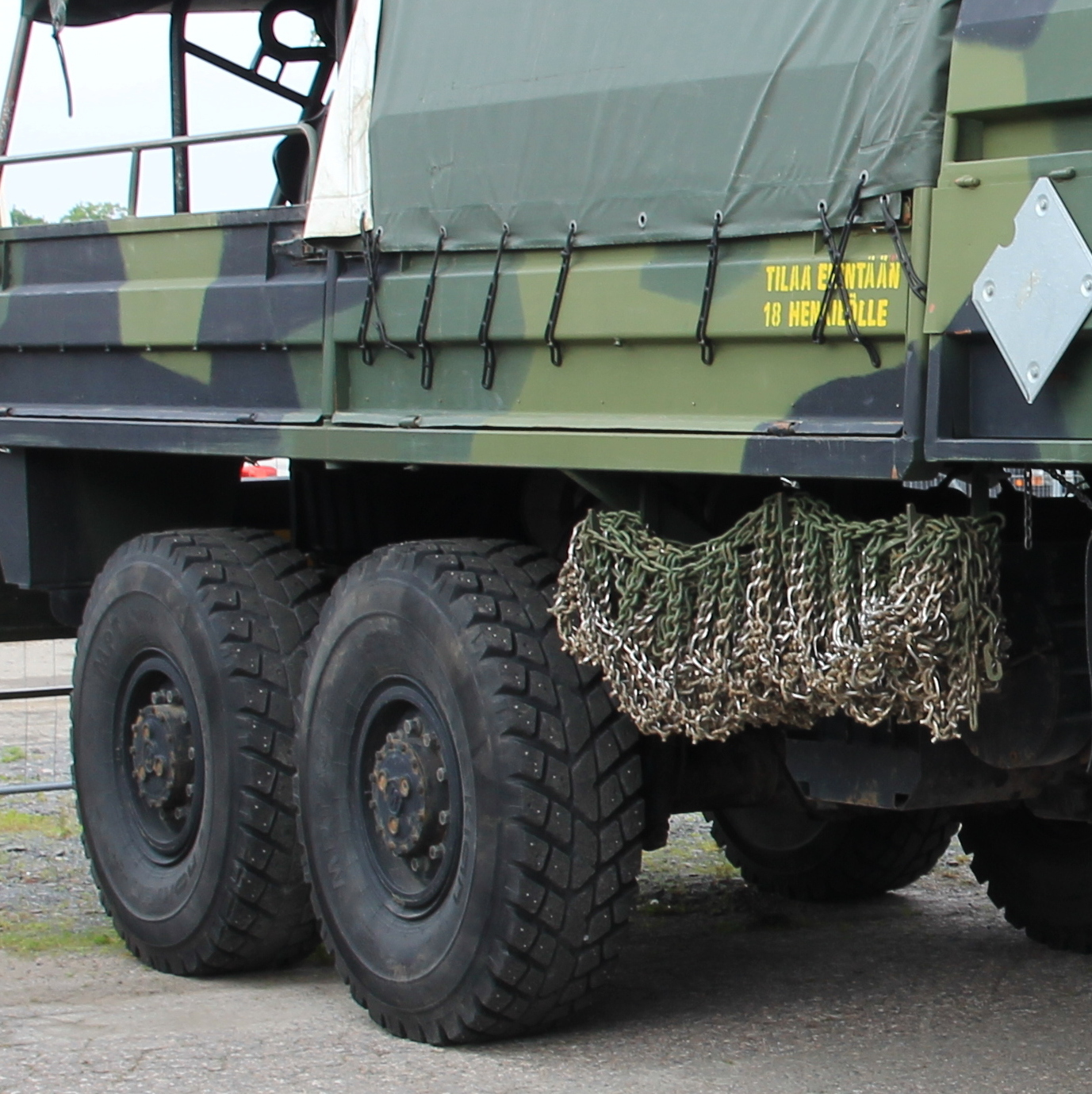
Aufhängung der permanent mitgeführten Schneeketten
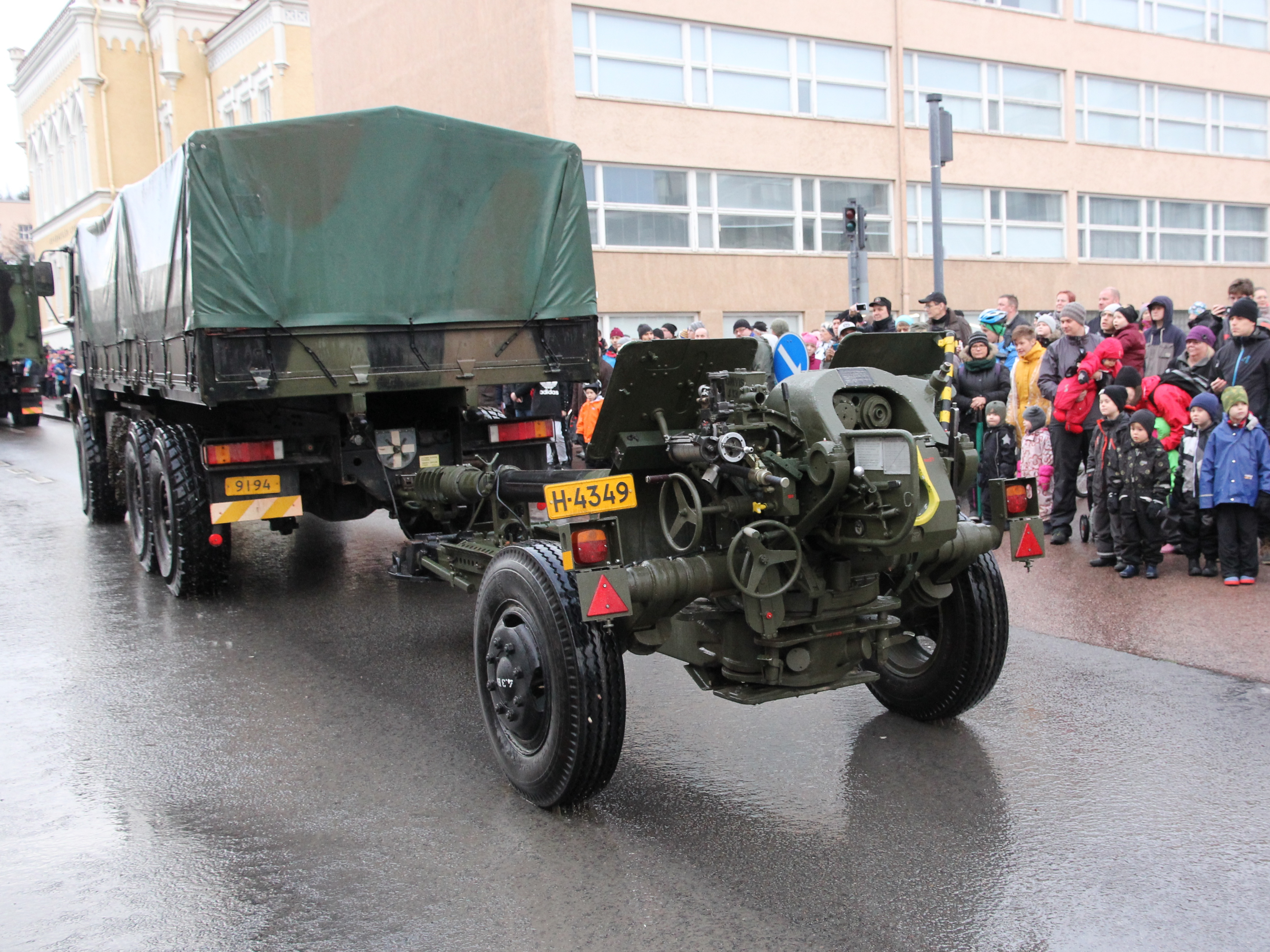
Als Zugfahrzeug einer 122-mm-Haubitze